# Droga Birmańska (Izrael)
Droga Birmańska (hebr. ‏דרך בּוּרְמָה‎) – boczna droga spełniająca rolę obwodnicy pozycji arabskich w rejonie Latrun, z użyciem podczas wojny o niepodległość w 1948 roku przywrócono komunikację z żydowską częścią Jerozolimy.
Droga została nazwana na cześć historycznej Drogi Birmańskiej, którą podczas drugiej wojny chińsko-japońskiej (1937–1945) Brytyjczycy dostarczali zaopatrzenie z Birmy do Chin.

## Tło wydarzeń

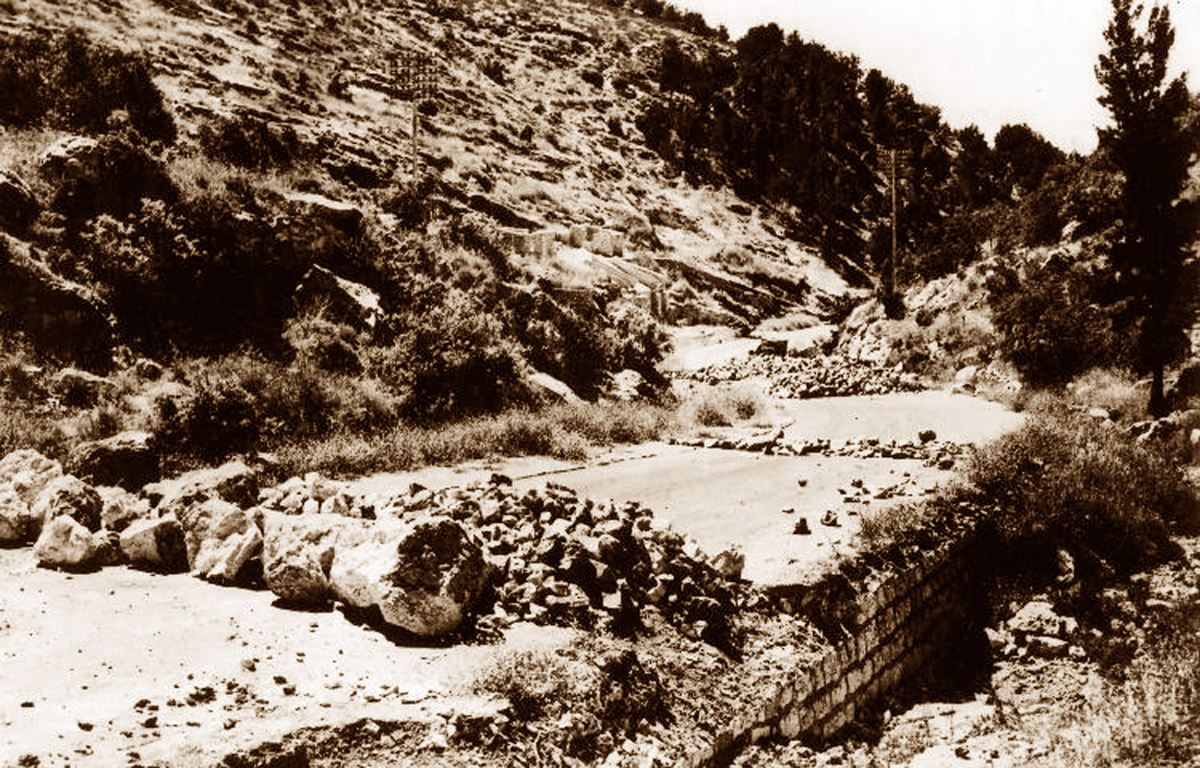
Zablokowana droga w rejonie arabskiej wioski Sza’ar ha-Gaj

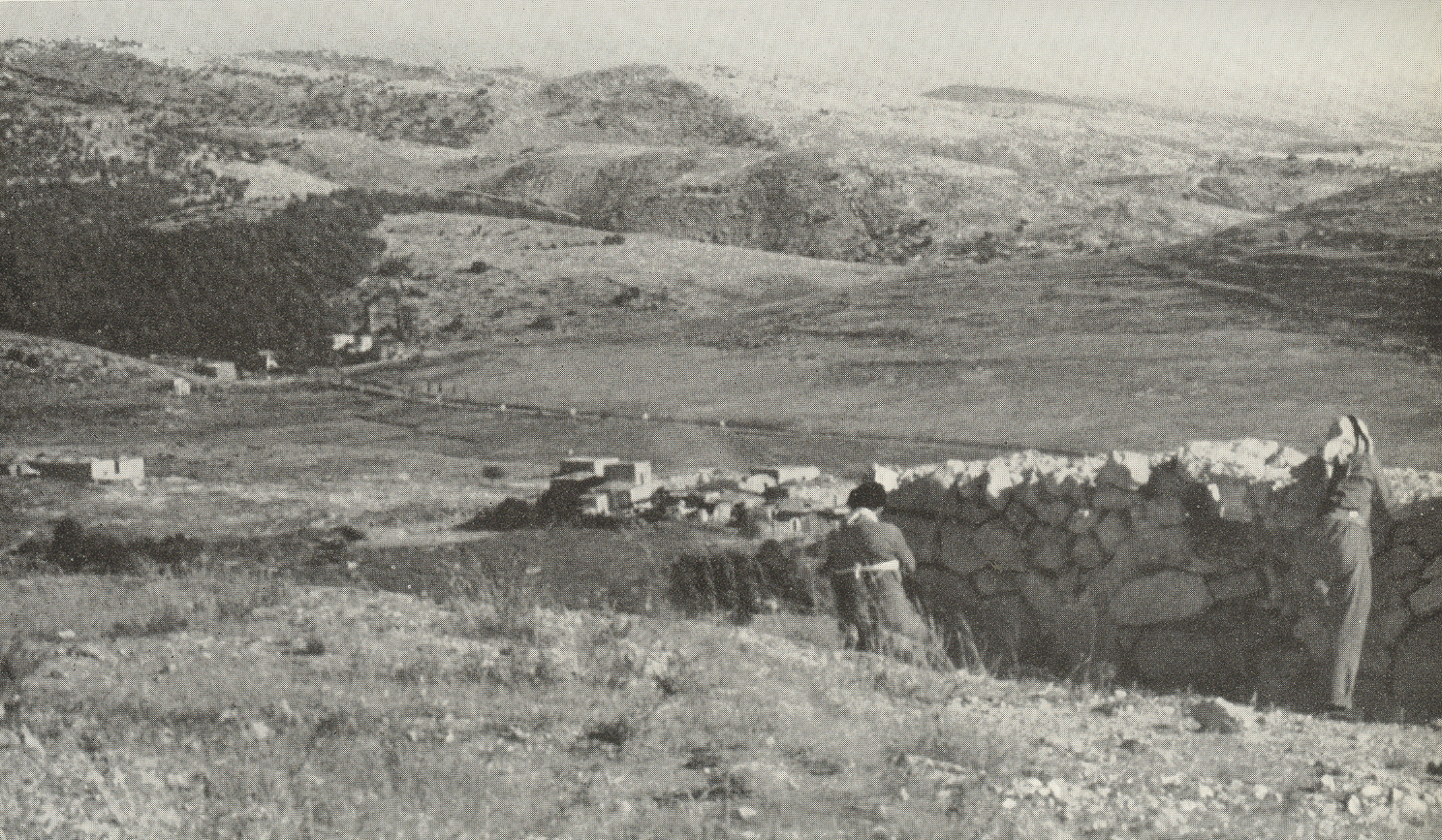
Widok na drogę do Jerozolimy z pozycji Legionu Arabskiego

Podczas wojny domowej w Mandacie Palestyny siły arabskie przejęły kontrolę nad Górami Judzkimi w rejonie Jerozolimy, blokując żydowską komunikację pomiędzy miastem a nadmorską równiną Szaron. Żydowskie pojazdy były ostrzeliwane, a następnie zaczęto organizować zasadzki, najczęściej w rejonie brytyjskiego fortu Latrun i Sza’ar ha-Gaj. Aby temu przeciwdziałać, żydowska organizacja paramilitarna Hagana wprowadziła uzbrojone konwoje do Jerozolimy. Ich eskortę stanowiły siły Palmach, mimo to liczba ciężarówek, którym udało się dotrzeć do Jerozolimy systematycznie spadała. W styczniu 1948 roku do miasta docierało średnio po trzydzieści ciężarówek dziennie, natomiast w marcu liczba ta zmalała do sześciu pojazdów dziennie. Spadek ten był związany ze zmianą taktyki Arabów, którzy organizowali coraz bardziej wyrafinowane zasadzki i coraz większymi siłami atakowali konwoje, dążąc do ich całkowitej likwidacji. 27 marca z Jerozolimy wyruszył w stronę Gusz Ecjon konwój liczący 37 ciężarówek i 14 pojazdów opancerzonych. Konwój wpadł w zasadzkę i zawrócił do Jerozolimy. Zginęło 14 osób, a 40 zostało rannych. 31 marca w kierunku Jerozolimy wyruszył konwój liczący 26 samochodów ciężarowych, cztery autobusy i siedem samochodów pancernych. Dowódcą był Amos Horev. Konwój wpadł w zasadzkę w pobliżu arabskiej wioski Khulda. Pojazdy utknęły w błocie i nie mogły się wycofać. Wymiana ognia trwała przez sześć godzin. Utracono dwa samochody pancerne, a 22 osoby zginęły. Konwój wycofał się i nie dojechał do Jerozolimy.
Sytuacja w oblężonym mieście natychmiast się pogorszyła. Wiadomo było, że dla mieszkańców zabraknie żywności. W dniu 31 marca wprowadzono jej reglamentację. Dzienna racja na jedną osobę wynosiła 200 gramów chleba. W kwietniu podczas święta Pesach tygodniowa racja wynosiła 2 funty ziemniaków, 2 jajka, pół funta ryb, 4 funty macy, 1,5 uncji suszonych owoców, pół funta mięsa i pół funta mąki. W dniu 12 maja wprowadzono racjonowanie wody. Dzienna racja wynosiła 2 galony na osobę, z czego 4 litry było wodą pitną. W czerwcu tygodniowy przydział na osobę wynosił 100 gramów mąki pszennej, 100 gramów fasoli, 40 gramów sera, 100 gramów kawy, 100 gramów mleka w proszku, 160 gramów chleba, 50 gramów margaryny oraz 2 jajka dla osób chorych. Gdy do miasta nie docierały transporty z żywnością, mieszkańcy zbierali liście malwy, które są bogate w żelazo i witaminy. Jerozolimska stacja radiowa podawała mieszkańcom przepisy gotowania malwy. Jordańczycy przyjęli tę informację jako sygnał, że żydowscy mieszkańcy Jerozolimy umierają z głodu i wkrótce się poddadzą.
W odpowiedzi na skargi przedstawicieli mieszkańców brytyjskie władze mandatowe zaproponowały przeprowadzenie ewakuacji Żydów z miasta. Propozycja ta była nie do przyjęcia dla Żydów, którzy zostali zmuszeni zmienić taktykę swoich działań z defensywnych na bardziej ofensywne. Celem kolejnych operacji wojskowych Hagany miało być odblokowanie drogi do Jerozolimy i przywrócenie komunikacji miasta z wybrzeżem. Przy tej okazji zdecydowano się rozpocząć przymusowe wysiedlanie arabskiej ludności z wiosek położonych w pobliżu strategicznej drogi. Uważano, że w ten sposób arabskie oddziały utracą zaplecze do dalszych działań w tym regionie, co umożliwi Żydom przejęcie inicjatywy strategicznej. Punktem zwrotnym okazała się rozpoczęta 1 kwietnia operacja Nachszon, podczas której przejęto kontrolę nad strategicznym punktem Sza’ar ha-Gaj i dostarczono do miasta 1800 ton zapasów. Kolejne konwoje były jednak nadal ostrzeliwane i napotykały na różne trudności, pomimo których docierały do Jerozolimy. W owym czasie fort policji w Latrun wciąż znajdował się pod kontrolą brytyjskich żołnierzy.
Na samym początku wojny o niepodległość w dniu 15 maja 1948 do dawnego Mandatu Palestyny wkroczył jordański Legion Arabski, dowodzony przez brytyjskiego generała John Bagot Glubba. W rejonie miasta Ramallah rozlokowała się 3 Brygada dowodzona przez płk Ashtona (obejmowała 2 Regiment pod dowództwem majora Slade’a i 4 Regiment pod dowództwem ppłka Habesa Majali). Około połowy żołnierzy (4 Regiment) wyruszyła w kierunku Latrun, przejmując w dniu 17 maja z rąk Arabskiej Armii Wyzwoleńczej fort policji i całkowicie przerywając żydowską komunikację z Jerozolimą. Sytuacja społeczności żydowskiej w Zachodniej Jerozolimie stała się bardzo ciężka. Jerozolimscy Żydzi byli odcięci od dostaw z równiny nadmorskiej. Ich zapasy żywności oraz amunicji szybko malały. Uciekinierzy z Dzielnicy Żydowskiej Starego Miasta potrzebowali pomocy, której z powodu ograniczonych możliwości nie można było im udzielić w wystarczającej ilości. Do miasta napływali także uciekinierzy z okolicznych kibuców.
W dniach 24–25 maja izraelskie siły przeprowadziły w rejonie fortu Latrun operację Bin Nun Alef. Izraelczycy wielokrotnie ponawiali ataki na umocnione jordańskie pozycje, musieli jednak wycofywać się i ponosili bardzo duże straty. Kolejne operacje (Bin Nun Bet i Joram) również zakończyły się niepowodzeniem. W ten sposób Zachodnia Jerozolima wciąż pozostawała odcięta. Rosnące zapotrzebowanie na dostawy żywności i sprzętu wojskowego bardzo mocno osłabiały siły żydowskie w oblężonej Jerozolimie, w której równocześnie trwały bitwa o Stare Miasto Jerozolimy (16-28 maja) i bitwa o Jerozolimę (15 maja–17 lipca). Pogarszająca się sytuacja wymagała szybkiego znalezienia rozwiązania problemu i dostarczenia zaopatrzenia do miasta.

## Budowa nowej drogi

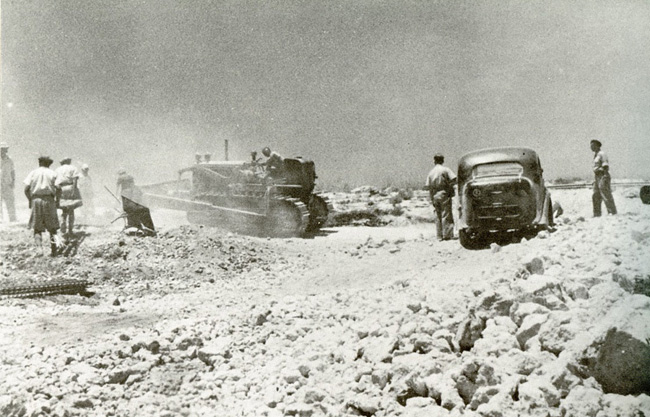
Budowa Drogi Birmańskiej

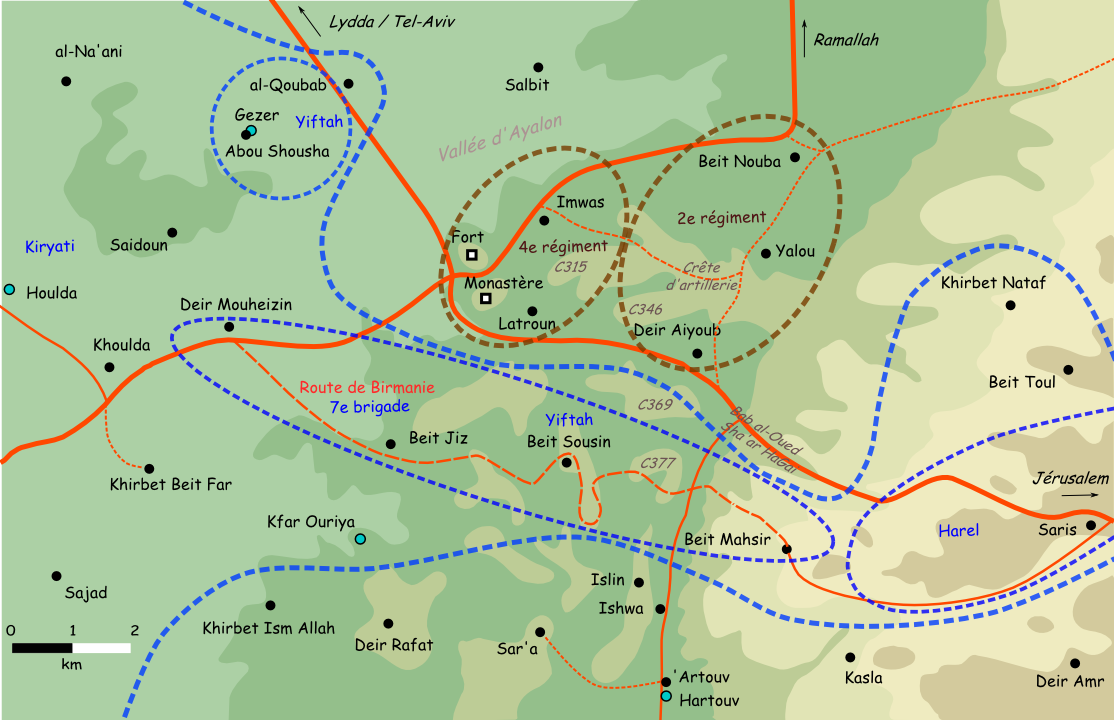
Przebieg Drogi Birmańskiej

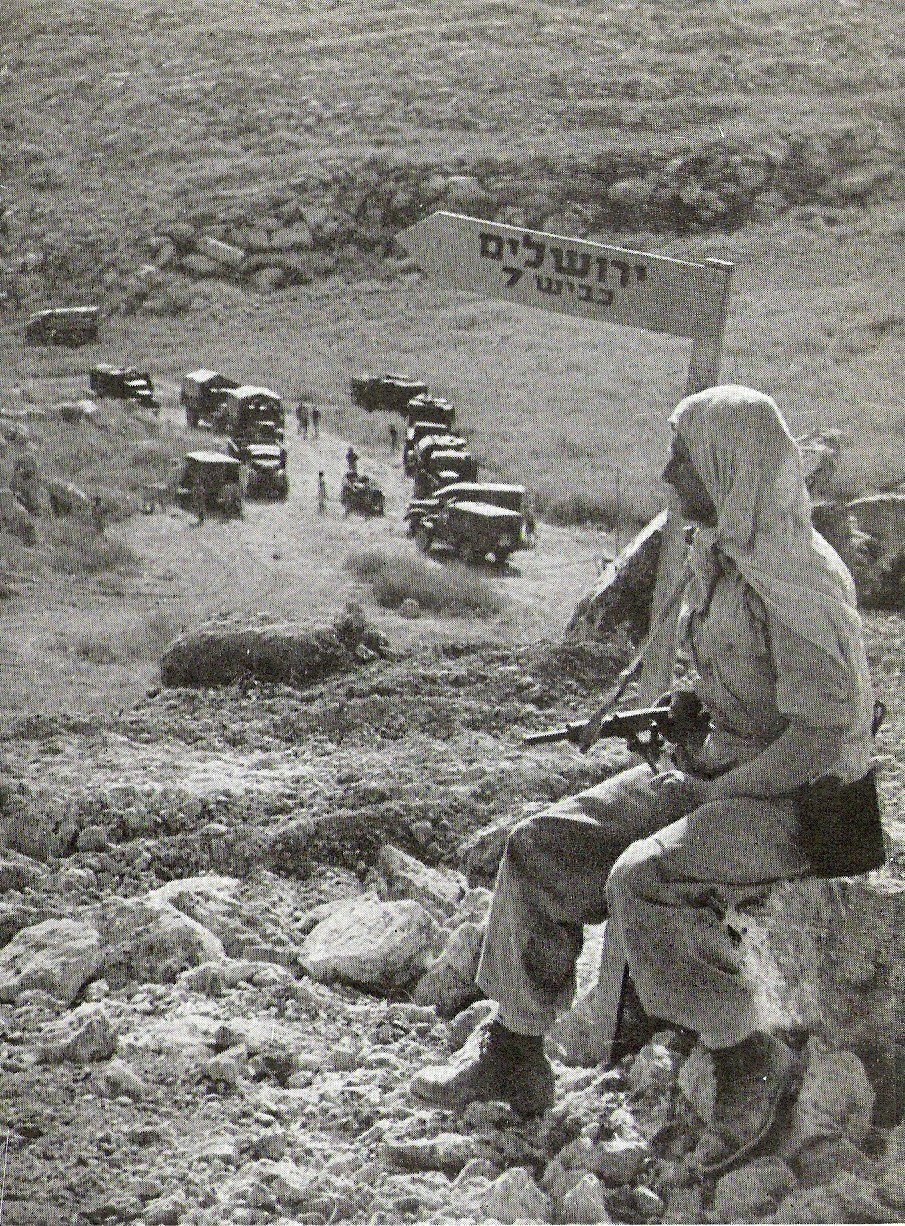
Konwój na Drodze Birmańskiej

W dniu 21 maja 1948 dowództwo Hagany podjęło decyzję o znalezieniu nowej drogi, która umożliwiłaby w tajemnicy przed Arabami dostarczanie zaopatrzenia do Jerozolimy. Nie było jasne, którędy nowa droga miałaby przebiegać. Dlatego trzech żołnierzy z 3 Batalionu Brygady Harel (Palmach) – Arieh Tepper, Jair Mondlack i Szlomo Ben-Szalom – otrzymało do wykonania tajną misję, znalezienia najbardziej dogodnej trasy do budowy nowej drogi. Swoją pracę wykonywali nocą, tak aby nie zostać wykrytym przez arabskich chłopów z okolicznych wiosek. Dla ułatwienia robót zajęto i wysiedlono pobliskie arabskie wsie Bajt Susin i Bajt Dżiz.
W nocy z 29 na 30 maja jedenastu żołnierzy Palmach przeprowadziło górski zwiad w dwóch jeepach. Wśród nich był dowódca Brygady Harel, Szelomo Szamir, który z zawodu był inżynierem. Celem zwiadu było sprawdzenie, czy jest możliwe przejechanie samochodu ciężarowego ze zdobytej arabskiej wioski Dajr Muhajsin do Sza’ar ha-Gaj, skąd był już swobodny dojazd do Zachodniej Jerozolimy. Równocześnie tej samej nocy bez wcześniejszej koordynacji podobny zwiad przeprowadził oficer operacyjny Brygady Harel. Wyjechał on jeepem z kibucu Kirjat Anawim. Ku ich wielkiemu zdziwieniu oba patrole Palmach spotkały się w połowie drogi. Odkryta droga stwarzała trudności w środkowym odcinku o długości 10 kilometrów, który był nieprzejezdny dla ciężarówek.
Aby nie tracić czasu, wysłano konwój jeepów po broń i amunicję do Tel Awiwu. Równocześnie z Jerozolimy wyruszył konwój pustych ciężarówek. Broń i amunicję dowożono z moszawu Kefar Bilu, skąd organizowano konwoje, które dojeżdżały w rejon Dajr Muhajsin. Tutaj zaopatrzenie ładowano na plecy tragarzy, muły i wielbłądy i przez osiem kolejnych dni przenoszono pieszo przez nieprzejezdny górski odcinek drogi. Większa część przenoszonych w ten sposób towarów (żywność i paliwo) była dostarczana jednostce inżynieryjnej, która rozpoczęła prace przy budowie drogi. Początkowo prace wykonywano przy pomocy rąk i prostych narzędzi. Dopiero po kilku dniach dostarczono kilka ciężkich pojazdów mechanicznych. Gdy była potrzeba wysadzenia przeszkód drogowych, wybuchy koordynowano z ostrzałem artyleryjskim, aby w ten sposób ukryć prowadzone prace. Trwały one bez przerwy w dzień i w noc.

## Przebieg Drogi Birmańskiej
Początek Drogi Birmańskiej znajdował się przy wiosce Dajr Muhajsin (obecnie węzeł na drodze ekspresowej nr 3 przy zjeździe do moszawu Bekoa). Stąd kierowała się na wschód i po przebyciu prawie 100 metrów wzniesienia mijała od południa wioskę Bajt Dżiz (obecnie rejon kibucu Harel). Dalej wznosiła się o kolejne 100 metrów wyżej, pokonywała strumień Wadi Nahal Harel i docierała do wioski Bajt Susin. Tutaj znajdował się trudny do pokonania stromy grzbiet górski. Aby go ominąć, droga kierowała się na południe i szeroką pętlą wznosiła się około 60 metrów, aby w ten sposób pokonać Wadi Nahal Meir. Po jej minięciu droga zjeżdżała około 60 metrów w dół, na przełęcz którą przebiegała górska droga prowadząca na północ do Sza’ar ha-Gaj. Obecnie jest to droga nr 38 przy współczesnym moszawie Mesillat Cijjon.
Dalsza trasa Drogi Birmańskiej prowadziła stromo w kierunku wschodnim i po wjechaniu ponad 220 metrów do góry docierała do wioski Bajt Mahsir (obecnie moszaw Bet Me’ir). Stąd już normalna droga prowadziła do wioski Saris i Zachodniej Jerozolimy.

## Działalność drogi
Pierwszy konwój ciężarówek przejechał przez Drogę Birmańską w dniu 10 czerwca 1948, dzięki czemu wyeliminowano strategiczne znaczenie arabskiej blokady w Latrun i zniesiono oblężenie Jerozolimy. Dzień później uruchomiono stałe dostawy zaopatrzenia do miasta.
Zgodnie z wymogami zawieszenia broni w dniu 14 czerwca poinformowano o istnieniu drogi przedstawiciela międzynarodowych sił UNTSO. Fakt jej istnienia został przez nich zaaprobowany. Urzędnicy ONZ myśleli jednak, że Droga Birmańska prowadzi jedynie do Sza’ar ha-Gaj i wszystkie transporty są skutecznie kontrolowane przez posterunek UNTSO umieszczony w tym miejscu. W rzeczywistości jednak Droga Birmańska omijała Sza’ar ha-Gaj i umożliwiała transportom z bronią docierać w ukryciu do Jerozolimy. Następnie wybudowano wodociąg. Dostarczano tą drogą żywność, wodę, leki, paliwo, uzbrojenie i amunicję do oblężonego miasta.

## Reakcje i następstwa
Uruchomienie Drogi Birmańskiej umożliwiło utrzymanie żydowskiej części Jerozolimy. Jej budowa i walka o utrzymanie linii komunikacyjnych prowadzących do miasta stanowią ważny epizod we współczesnej historii Izraela.
Dopiero po wojnie sześciodniowej w 1967 została przywrócona komunikacja przez Latrun.